# Johann Heinrich von Thünen
Johann Heinrich von Thünen (24. června 1783 – 22. září 1850) byl německý ekonom, geograf a statkář.
Žil v Meklenbursku jako statkář nedaleko města Rostock.
Napsal monumentální sérii prací nazvanou Der isolierte Staat (Izolovaný stát). Její součástí je i jeho známý prostorový model hospodářství. Díky této práci se stal zakladatelem geografického odvětví, zabývajícího se prostorovou teorií. Je považován za předchůdce Alfreda Webera, tvůrce Teorie lokalizace průmyslu (teorie nejnižší ceny), a Waltera Christallera, tvůrce Teorie centrálních míst.